# Вейцлер, Андрей Леонидович
Андрей Леонидович Вейцлер (1938—1975) — советский драматург, сценарист, поэт.
Член Союза писателей СССР. Автор более двух десятков пьес для театра и радио, киносценариев, песен.

## Биография

### Семья
Родился в Москве, в театральной семье.
Отец — Вейцлер Леонид Сергеевич — потомок дворянского рода «петровских лефортовских немцев», актёр Театра на Таганке, по словам артиста Вениамина Смехова в журнале «Театр» — «самый интеллигентный актёр в театре», безупречный знаток мировой живописи и музыки. Умер в 1966 году, не дожив до 60 лет, по дороге в театр на свой спектакль.
Мать — Ирина Петровна Филиппова — актриса, позже заведующая секцией в Центральном Доме Работников Искусств (ЦДРИ). Умерла в 1991 году.
Родители похоронены на Введенском кладбище Москвы в Лефортове.
Сын — Вейцлер, Алексей Андреевич — русский советский журналист, фото-художник, создатель и главный редактор первого русского журнала для мужчин «Андрей», первого глянцевого издания в СССР и постсоветской России.

### Деятельность
Закончил в 1960 году московское Театральное училище им. Щепкина (ВУЗ) по специальности актёр театра и кино.
В 1961 году закончил Высшие сценарные курсы. В студенческие годы в соавторстве с однокурсником Александром Мишариным написал свою первую пьесу «Песня о ветре», поставленную весной 1960 года Виктором Коршуновым в Академическом Малом театре СССР с участием молодых тогда актёров Екатерины Еланской, Виталия Коняева, Виктора Борцова, Романа Филиппова.
Следующая постановка — в театре Ленинского Комсомола «Гамлет из квартиры № 13» с молодым Михаилом Державиным в заглавной роли и с песней на музыку Эдуарда Артемьева — тогда ещё студента консерватории. Далее «Опасная тишина» в театре Маяковского (режиссёр Николай Охлопков). Соавтор либретто балета «Подпоручик Киже» для Большого театра в оформлении художника Бориса Мессерера. Фильм «Серая болезнь» в соавторстве с Александром Мишариным и режиссёром фильма Яковом Сегелем, вышедшим на экраны в 1966 году.
Радиопьесы «Февральский ветер», «Путешествие по реке», «Засада», позже вышедшие в печать в сборниках РАДИОПЬЕСЫ МИРА «Канат для альпинистов» и «Млечный путь» и вошедшие в БСЭ (изд. 3, том 21, раздел Радиоискусство), получившие признание за рубежом, они были переведены и переданы по радио в Польше, Венгрии, ГДР, Болгарии, Чехословакии. Пьесы «Прекрасная Дама», «Равняется четырём Франциям», «Зимняя баллада», «День-деньской» в соавторстве с Александром Мишариным, поставленная в театре имени Вахтангова режиссёром Евгением Симоновым с Михаилом Ульяновым в главной роли, получившим за неё Государственную премию имени К. С. Станиславского. Во всех спектаклях звучали стихи или песни на его стихи.
Фильм «Усатый нянь» (режиссёр Владимир Грамматиков) вышел на экраны уже после его скоропостижной смерти в Москве на 37-м году жизни. 
Сборники пьес и сценарии выпускались московскими издательствами «Советский писатель» и «Искусство».

## Фильмография
- 1981 — Февральский ветер — снят по мотивам одноимённой пьесы.